# 阿卜杜拉·艾哈邁德·阿卜杜拉
阿卜杜拉·艾哈迈德·阿卜杜拉（阿拉伯语：أبو محمد المصري，1963年6月6日—2020年8月7日）是基地组织內一名來自埃及的高级成员。他因被指控參與1998年美国大使馆爆炸案而被美国通缉。他被視为基地组织內最有经验的恐怖活動策划者以及该组织的二把手。
美國情报人员表示，阿卜杜拉2003年在伊朗被拘禁，但2015年起在德黑兰卻可以自由活动。2020年11月，《纽约时报》报道称，应美国要求下，以色列特工於當年8月在伊朗將阿卜杜拉杀害。该报道未得到美国或以色列官员的公开证实，伊朗也予以否认。2021年1月12日，美國國務卿邁克·蓬佩奧證實阿卜杜拉已死。